# Ahmad ibn Muhammad al-Dzsajháni
Al-Dzsajháni, teljes nevén: Abu Abdallah Ahmad ibn Muhammad al-Dzsajháni (Abū ’Abdallah Ahmad ibn Muhammad al-Ğayhānī; Buhara, X. század) a számánida emír, II. Núh vezíre 974-976-ig. Későbbi muszlim szerzők, mint al-Nadím és Jákút emlékeznek meg róla, összekeverve őt nagyapjával, a földrajzíró Dzsajhánival, aki II. Naszr idejében töltött be magas állami tisztséget, és akinek nevéhez fűződik a Kitáb al-maszálik va-l-mamálik, „Az utak és országok könyve” című nagy terjedelmű és jelentőségű földrajzi mű. A földrajzíró unokája életében már említik a könyvet, ezért nem valószínű, hogy ő fejezte volna be.